# Монтичелли-Павезе
Монтичелли-Павезе (итал. Monticelli Pavese) — коммуна в Италии, располагается в регионе Ломбардия, в провинции Павия.
Население составляет 667 человек (2008 г.), плотность населения составляет 33 чел./км². Занимает площадь 20 км². Почтовый индекс — 27010. Телефонный код — 0382.
В коммуне особо почитаем святой животворящий Крест Господень, празднование в первое воскресение мая.

## Демография
Динамика населения:

## Администрация коммуны
- Официальный сайт: